# Eucereon metoidesis
Eucereon metoidesis är en fjärilsart som beskrevs av George Francis Hampson 1905. Eucereon metoidesis ingår i släktet Eucereon och familjen björnspinnare. Inga underarter finns listade i Catalogue of Life.